# Media Rights Capital
Media Rights Capital (MRC) ist ein Filmproduktionsunternehmen aus Beverly Hills, Kalifornien, das 2006 von Mordecai Wiczyk und Asif Satchu gegründet wurde. In die Firma investierten unter anderem Guggenheim Partners, AT&T, WPP Group, Goldman Sachs und ABRY Partners.

## Geschichte
Im November 2021 urteilte ein Schiedsgericht nach einem mehr als dreijährigen Rechtsstreit, dass Spacey der Produktionsfirma von House of Cards ca. 31 Millionen Dollar wegen Vertragsbruchs zu zahlen habe. Er habe gegen die Verhaltensrichtlinien verstoßen, die er mit der Produktionsfirma MRC vereinbart hatte. MRC hatte Spacey nach Missbrauchsvorwürfen entlassen, die Produktion der sechsten Staffel musste gestoppt, die Serie umgeschrieben und gekürzt werden, was zu Verlusten in zweistelliger Millionenhöhe geführt habe.

## Filmografie (Auswahl)
Filme
- 2006: Babel
- 2009: Brüno
- 2009: Das Geheimnis des Regenbogensteins (Shorts)
- 2009: Lügen macht erfinderisch (The Invention of Lying)
- 2009: The Box – Du bist das Experiment (The Box)
- 2010: Devil – Fahrstuhl zur Hölle (Devil)
- 2011: Der Plan (The Adjustment Bureau)
- 2011: 30 Minuten oder weniger (30 Minutes or Less)
- 2011: Die Eiserne Lady (The Iron Lady)
- 2012: Ted
- 2013: Elysium
- 2014: A Million Ways to Die in the West
- 2014: Foxcatcher
- 2014: 22 Jump Street
- 2014: Sex Tape
- 2015: Chappie
- 2015: Fast & Furious 7 (Furious 7)
- 2015: Ted 2
- 2015: Hotel Transsilvanien 2 (Hotel Transylvania 2)
- 2017: Baby Driver
- 2017: Der Dunkle Turm (The Dark Tower)

Serien
- 2008: Valentine (8 Episoden)
- 2008: Easy Money (8 Episoden)
- 2008–2009: Rita Rockt (Rita Rocks, 40 Episoden)
- 2008–2012: The Life & Times of Tim (30 Episoden)
- 2009: Surviving Suburbia (13 Episoden)
- 2009: The Goode Family (13 Episoden)
- 2009–2010: Shaq Vs. (10 Episoden)
- 2010–2012: The Ricky Gervais Show (39 Episoden)
- 2013–2018: House of Cards
- 2015–2016: Blunt Talk
- 2017–2022: Ozark